# Голубев, Олег Анатольевич
Олег Анатольевич Голубев (1966 ― 2007) ― российский и белорусский патологанатом, доктор медицинских наук, профессор Гомельского государственного медицинского института.

## Биография
Олег Анатольевич Голубев родился 4 мая 1966 года в Смоленске. В 1989 году он окончил Смоленский государственный медицинский институт, после чего работал в Смоленском областном патологоанатомическом бюро сначала врачом-патологоанатомом, затем заведующим отделением общей патологии № 2. В 1993 году Голубев окончил аспирантуру и защитил диссертацию на соискание учёной степени кандидата медицинских наук по теме: «Особенности взаимоотношений сосудистого русла и его клеточного микроокружения в тканях фиброаденомы молочной железы».
В дальнейшем переехал в город Гомель, где был избран заведующим кафедрой патологической анатомии с курсом судебной медицины Гомельского государственного медицинского института. В 2002 году Голубев защитил диссертацию на соискание учёной степени доктора медицинских наук по теме: «Взаимоотношения сосудистого компонента коммукационных систем и внутритканевых регуляторов при раке молочной железы». Под его руководством были защищены 4 кандидатские работы, выполнялись 1 докторская и 9 кандидатских диссертаций. Активно занимался научно-исследовательской работой, опубликовал в общей сложности более 100 научных работ. Избирался председателем Гомельского областного общества патологоанатомов, членом правления Белорусского республиканского общества патологоанатомов.
Скончался 2 ноября 2007 года, похоронен на Новом кладбище Смоленска.